# Xã Home, Quận Turner, South Dakota
Xã Home (tiếng Anh: Home Township) là một xã thuộc quận Turner, tiểu bang Nam Dakota, Hoa Kỳ. Năm 2010, dân số của xã này là 323 người.